# 아세토인
아세토인(영어: acetoin)은 화학식이 CH3CH(OH)C(O)CH3인 유기 화합물이다. 3-하이드록시뷰탄온(영어: 3-hydroxybutanone) 또는 아세틸 메틸 카르비놀(영어: acetyl methyl carbinol)이라고도 한다. 아세토인은 유쾌한 버터 같은 냄새가 나는 무색 액체이며, 카이랄성이다. 세균에 의해 생성되는 형태는 (R)-아세토인이다.

## 세균에서의 생성
아세토인은 많은 발효 세균에 의해 외부 에너지 저장원으로 사용되는 중성의 4탄소 분자이다. 아세토인은 가지사슬 아미노산의 생합성에서 일반적인 전구체인 알파-아세토락트산의 탈카복실화에 의해 생성된다. 아세토인의 중성적인 성질로 인해 지수 성장 동안 아세토인의 생산 및 배설은 아세트산 및 시트르산과 같은 산성 대사 산물의 축적으로 인해 발생할 수 있는 세포질 및 주변 배지의 과도한 산성화를 방지한다. 일단 우수한 탄소원이 고갈되고 배양물이 정지기에 들어가면 아세토인을 사용하여 배양 밀도를 유지할 수 있다. 아세토인의 아세틸-CoA로의 전환은 아세토인 탈수소효소 복합체에 의해 촉매되며, 이는 피루브산 탈수소효소 복합체와 대체로 유사한 메커니즘을 따른다. 그러나 아세토인은 2-옥소산이 아니기 때문에 E1 효소에 의해 탈카복실화 반응을 일으키지 않는다. 대신 아세트알데하이드 분자가 방출된다. 일부 세균에서 아세토인은 아세토인 환원효소/2,3-뷰테인다이올 탈수소효소에 의해 2,3-뷰테인다이올로 환원될 수도 있다.
포게스-프로스카우어 시험은 아세토인 생산에 일반적으로 사용되는 미생물 테스트이다.

## 용도

### 식품 성분
아세토인은 다이아세틸과 함께 버터 특유의 풍미를 내는 화합물 중 하나이다. 이 때문에 부분적으로 수소화된 기름의 제조업체들은 일반적으로 인공 버터 향미료(아세토인 및 다이아세틸)를 최종 제품에 첨가(노란색을 내기 위한 베타-카로틴과 함께)하는데, 이렇게 하지 않으면 맛이 없다.
아세토인은 사과, 요구르트, 아스파라거스, 블랙커런트, 블랙베리, 밀, 브로콜리, 방울다다기, 캔털루프, 메이플 시럽에서 발견할 수 있다.
아세토인은 식품 향료(제과류) 및 방향 화합물로도 사용된다.

### 전자 담배
아세토인은 버터나 카라멜향을 내기 위해 전자 담배의 액체에 사용된다.

## 같이 보기
- 가지사슬 아미노산